# Comuna Peatîhatka, Krasnohvardiiske
Peatîhatka (în ucraineană П'ятихатка) este o comună în raionul Krasnohvardiiske, Republica Autonomă Crimeea, Ucraina, formată din satele Azov, Holmove, Mendelieieve, Peatîhatka (reședința), Salhîrka și Zaricine.

## Demografie
Componența lingvistică a comunei Peatîhatka
     Rusă (68,72%)
     Tătară crimeeană (14,71%)
     Ucraineană (11,81%)
     Alte limbi (0,73%)
Conform recensământului din 2001, majoritatea populației comunei Peatîhatka era vorbitoare de rusă (68,72%), existând în minoritate și vorbitori de tătară crimeeană (14,71%) și ucraineană (11,81%).